# Salman Radouïev
Salman Betyrovitch Radouïev (en russe : Салма́н Бетырович Раду́ев), né le 13 février 1967 à Novogroznenski et mort le 14 décembre 2002 à Solikamsk, est un des plus célèbres seigneurs de guerre de la première guerre de Tchétchénie et de la première phase de la seconde guerre de Tchétchénie.
Il fut notamment général de brigade dans l'armée de la république tchétchène d'Itchkérie de 1995 à 1997, commandant du front du Nord-Est entre novembre 1994 et juin 1996, et organisateur d'un certain nombre d'attaques de grande envergure sur le territoire de la fédération de Russie, dont la plus connue d'entre elles est sans doute la prise d'otages de Kizliar.
Condamné pour terrorisme, il trouve la mort dans la colonie pénitentiaire du « Cygne blanc (en) » en 2002.

## Vie avant le conflit tchétchène
Salman Betyrovitch Radouïev est né le 13 février 1967 à Novogroznenski, une localité rurale au sud-est de Goudermes dans la république socialiste soviétique autonome de Tchétchénie-Ingouchie. Il appartient au taïp des Gordaloï (ru),,.
Il suivit des études au lycée numéro 3 dont il sortit diplômé avec les honneurs selon ses propres dires.
Après avoir obtenu son diplôme d'études secondaires, il se met à travailler comme plâtrier dans l'équipe de construction de la municipalité de Goudermes en mars 1985.
À l'issue de son service militaire dans l'Armée rouge (qu'il effectue en tant qu'ingénieur en construction dans une unité des forces des fusées stratégiques stationnée en RSS de Biélorussie), il rejoint le Parti communiste de l'Union soviétique en juillet 1987,,. De retour à la vie civile, il s'investit ardemment dans le Komsomol (l'organisation de jeunesse communiste du PCUS), dont il devient l'un des leaders pour la RSSA tchétchéno-ingouche.
Au début des années 1990, Radouïev décide de lancer une entreprise privée : il devient le fondateur du « Centre des associations de travail bénévoles », une société spécialisée dans le commerce des produits de l'industrie légère,,.
Le 10 janvier 1996, Radouïev déclare dans un entretien au journal Moskovski Komsomolets qu'il a « derrière lui des études supérieures en économie, des études postuniversitaires et des études doctorales quasiment terminées ». Plus tard, il déclara également qu'il avait suivi des cours par correspondance à l'Université d'État d'économie de Rostov (ru), spécialité « planification industrielle », mais il n'a pas obtenu de diplôme de celui-ci,. Toujours selon ses propres dires, il étudia aussi à l'Académie bulgare des sciences à Varna, à la faculté d'économie de Khassaviourt, un campus délocalisé de l'Institut du management, des affaires et du droit de Makhatchkala,.

## Rôle dans les guerres de Tchétchénie
Lors de la révolution tchétchène, il se range du côté de l'opposition aux autorités de la république socialiste soviétique autonome de Tchétchénie-Ingouchie et notamment du Congrès national du peuple tchétchène (en) dirigé par le général Djokhar Doudaïev. En juin 1992, il est nommé préfet du raïon de Goudermes (en) par un oukase de Doudaïev. C'est à cette époque que les deux hommes deviennent apparentés puisque Radouïev épouse sa nièce ou la fille de son deuxième cousin,,,. Au printemps 1994, il est démis de ses fonctions de préfet par les habitants du raïon de Goudermes. Au cours de l'été 1992, il fonde et dirige l'unité d'élite des « bérets présidentiels », qui constitue la compagnie de sécurité de la présidence de la république tchétchène d'Itchkérie.
En novembre 1994, soit quelques semaines avant le déclenchement de la première guerre de Tchétchénie, il est nommé commandant du front du Nord-Est des forces armées de la république tchétchène d'Itchkérie. Le 30 mars 1995, Goudermes est prise par les troupes fédérales et Radouïev est contraint de se cacher dans les hauts plateaux du raïon de Vedeno (en), où, selon certaines informations, il rejoint un détachement de Chamil Bassaïev (natif de la région), sans entreprendre d'actions militaires indépendantes. En décembre 1995, lors des élections des autorités locales de la république tchétchène d'Itchkérie, Radouïev se porte candidat au poste de chef de l'administration de Goudermes. Le 14 décembre 1995, après avoir été déclaré vainqueur, ses partisans s'allient avec un détachement des services de sûreté de l'État dirigé par Soultan Geliskhanov (en) et lancent un assaut victorieux sur Goudermes, qu'ils parviennent à tenir conjointement jusqu'au 23 décembre.